# Відьма з Блер: Нова глава
«Відьма з Блер: Нова глава» (англ. Blair Witch, раніше — «Ліс») — американський фільм жахів, знятий Адамом Вінгардом. Він є прямим продовженням фільму «Відьма з Блер: Курсова з того світу» (1999). Прем'єра стрічки в Україні відбулася 6 жовтня 2016 року. Фільм розповідає про Джеймса Донаг'ю, брата дівчини, яка зникла під час пошуків відьми з Блер. Він збирає друзів і вирушає в ліс на пошуки сестри.

## У ролях
- Джеймс Аллен Мак-Кюн — Джеймс Донаг'ю
- Велорі Керрі — Талія
- Каллі Ернандес — Ліза
- Брендон Скотт — Пітер
- Вес Робінсон — Лейн
- Корбін Рейд — Ешлі

## Виробництво
У лютому 2015 року Адам Вінгард був оголошений режисером фільму. Стрічку знімали в таємниці під кодовою назвою «Ліс», лише деякі співробітники компанії-дистриб'ютора Lionsgate знали, що це пряме продовження фільму «Відьма з Блер: Курсова з того світу» (1999)..